# Пуголовка Абдурахманова
Пуголовка Абдурахманова (лат. Benthophilus abdurahmanovi) — вид лучепёрых рыб из семейства  бычковых. Эндемик Каспийского моря, морской вид, распространён у северного побережья.

## Таксономия
Изначально азовскую пуголовку Benthophilus magistri (Iljin, 1927) сближали с некоторыми каспийскими видами: B. macrocephalus magistri (Берг, 1933а, 1949б; Смирнов, 1986; Slastenenko, 1939) и B. сtenolepidus magistri (Ильин, 1949б, 1956; Световидов, 1964). Впоследствии видовая самостоятельность B. magistri была обоснована (Рагимов, 1978; Пинчук, Рагимов, 1979; Васильева, 1998а; Boldyrev, Bogutskaya, 2007), а близкая к ней каспийская форма выделена сначала в ранг подвида и, впоследствии, вида.
Видовое название — в честь азербайджанского советского зоолога Юсифа Алекперовича Абдурахманова (1912—1977).

## Описание
Тело спереди уплощённое. Голова крупная широкая. Чешуя заменена покровными костными образованиями. Жаберная щель маленькая. Плавательный пузырь отсутствует. Грудные плавники без свободных лучей. Рыло слегка заострённое, голова треугольной формы. В анальном плавнике 7½–9½, обычно 8½, членистых лучей. В грудном плавнике 15–16 лучей. Подбородочный усик обычно закруглён на конце, его длина примерно равно диаметру глаза.

## Ареал и местообитание
Эндемик Каспийского моря. Встречается на северном побережье у островов Тюлений, Малый Жемчужный, Смирновский, Чечень на глубины 2,3–8,8 м. Особенно широко представлен на западном участке северного побережья и у дельты Волги. Обитает на мелководье, нерестится и нагуливается на глубине 0,5–10 м; зимой мигрирует на глубины 20–25 м и до 50–60 м. Предпочитает солёность до 7‰, редко отмечен при 11‰. Многочислен у устьев рек и протоков дельт (Рагимов, 1988).. 